# 2070
Cette page concerne l'année 2070  du calendrier grégorien.
L'année 2070 est une année commune qui commence un mercredi, c'est la 2070e année de notre ère, la 70e année du IIIe millénaire et du XXIe siècle et la 1re année de la décennie 2070-2079.

## Autres calendriers
L'année 2070 du calendrier grégorien correspond aux dates suivantes :
- Calendrier berbère : 3019 / 3020
- Calendrier hébraïque : 5830 / 5831 (le 1er tishri 5831 a lieu le 6 septembre 2070[1])
- Calendrier indien : 1991 / 1992 (le 1er chaitra 1992 a lieu le 22 mars 2070[1])
- Calendrier musulman : 1492 / 1493 (le 1er mouharram 1493 a lieu le 1er février 2070[1])
- Calendrier persan : 1448 / 1449 (le 1er farvardin 1449 a lieu le 20 mars 2070[1])
  - Jours juliens : 2 477 112,5 à 2 477 477,5[2],[1]

## Événements
- février : le message METI , appelé Teen Age Message, envoyé depuis l'antenne radio P-2500 (RT-70) de 70 mètres sur le 3e site du 40e complexe de commandement et de mesure séparé Evpatoria , atteindra l'étoile HD 197076 .
- 11 avril : Éclipse solaire totale (en)
- 4 octobre : Éclipse solaire annulaire (en)
- Première réunion des participants du projet Memory of Mankind (MOM), fondé en 2012 par Martin Kunze.

## Dans la fiction
Se déroulent en 2070 :
- le film de science-fiction Time Out ;
- le jeu Anno 2070 ;
- le film Seven Sisters ;
- dans le film français Peut-être, le personnage interprété par Romain Duris se retrouve en 2070, où il rencontre son futur fils, alors septuagénaire, interprété par Jean-Paul Belmondo.